# Jewhen Suchyna
Jewhen Wasylowycz Suchyna, ukr. Євген Васильович Сухина (ur. 4 maja 1982, Ukraińska SRR, zm. 25 marca 2006 w Symferopolu, Ukraina) – ukraiński piłkarz, grający na pozycji bramkarza.

## Kariera piłkarska

### Kariera klubowa
Wychowanek Szkoły Piłkarskiej Dynama Kijów. Występował w juniorskich mistrzostwach Ukrainy (DJuFL) w Dynamie Kijów. Karierę piłkarską rozpoczął 13 czerwca 1998 w trzeciej drużynie Dynama. Latem 2002 został piłkarzem Obołoni Kijów, w składzie której 17 sierpnia 2002 debiutował w Wyższej lidze w meczu z Tawrią Symferopol. Jesienią 2003 został wypożyczony do Podilla Chmielnicki. W 2006 ponownie wypożyczony, tym razem do klubu Krymtepłycia Mołodiżne, a 25 marca 2006 w wieku 24 lat zmarł razem ze swoją dziewczyną w Symferopolu w wyniku zatrucia gazem.

## Sukcesy i odznaczenia

### Sukcesy klubowe
- mistrz Pierwszej lihi Ukrainy: 2001